# Andrei Wladimirowitsch Nutrichin
Andrei Wladimirowitsch Nutrichin (russisch Андрей Владимирович Нутрихин; * 20. August 1973 in Workuta) ist ein ehemaliger russischer Skilangläufer.

## Werdegang
Nutrichin startete im Februar 1996 in Kawgolowo erstmals im Skilanglauf-Weltcup und belegte dabei den 59. Platz über 15 km klassisch. Seine ersten Weltcuppunkte holte er bei den Nordischen Skiweltmeisterschaften 1997 in Trondheim mit dem 18. Platz über 30 km Freistil. Zu Beginn der Saison 1997/98 erreichte er in Kawgolowo mit dem neunten Platz über 30 km Freistil seine erste Top-Zehn-Platzierung im Weltcup. Bei den Olympischen Winterspielen 1998 in Nagano errang er den 15. Platz über 50 km Freistil. Im März 1998 wurde er beim Weltcup in Lahti Dritter mit der Staffel. Bei der Winter-Universiade 1999 in Štrbské Pleso holte er jeweils die Bronzemedaille über 10 km klassisch und mit der Staffel. Im Februar 2001 kam er bei den Nordischen Skiweltmeisterschaften 2001 in Lahti auf den 37. Platz im Sprint, auf den 17. Rang über 30 km klassisch und auf den vierten Platz über 50 km Freistil. In der Saison 2002/03 erreichte er mit drei Top-Zehn-Platzierungen im Weltcup den 32. Platz im Gesamtweltcup. Dies war seine beste Gesamtplatzierung im Weltcup. Dabei gelang ihn mit dem dritten Platz über 50 km klassisch in Oslo seine einzige Podestplatzierung im Weltcupeinzel. Beim Saisonhöhepunkt, den Nordischen Skiweltmeisterschaften 2003 im Fleimstal, belegte er den 53. Platz über 50 km Freistil, den 11. Rang über 15 km klassisch und den vierten Platz mit der Staffel. Sein letztes Weltcuprennen lief er im Januar 2007 in Rybinsk, welches er auf dem 25. Platz im 30-km-Massenstartrennen beendete.

## Teilnahmen an Weltmeisterschaften und Olympischen Winterspielen

### Olympische Spiele
- 1998 Nagano: 15. Platz 50 km Freistil

### Nordische Skiweltmeisterschaften
- 1997 Trondheim: 18. Platz 30 km Freistil
- 2001 Lahti: 4. Platz 50 km Freistil, 17. Platz 30 km klassisch, 37. Platz Sprint Freistil
- 2003 Val di Fiemme: 4. Platz Staffel, 11. Platz 15 km klassisch, 53. Platz 50 km Freistil

## Platzierungen im Weltcup

### Weltcup-Statistik
Die Tabelle zeigt die erreichten Platzierungen im Einzelnen.
- 1.–3. Platz: Anzahl der Podiumsplatzierungen
- Top 10: Anzahl der Platzierungen unter den ersten zehn
- Punkteränge: Anzahl der Platzierungen innerhalb der Punkteränge
- Starts: Anzahl gelaufener Rennen in der jeweiligen Disziplin
- Hinweis: Bei den Distanzrennen erfolgt die Einordnung gemäß FIS.

| Platzierung         | Distanzrennen a | Distanzrennen a | Distanzrennen a | Distanzrennen a | Distanzrennen a | Skiathlon Verfolgung | Sprint | Etappen- rennen b | Gesamt | Team c | Team c  |
| Platzierung         | ≤ 5 km          | ≤ 10 km         | ≤ 15 km         | ≤ 30 km         | > 30 km         | Skiathlon Verfolgung | Sprint | Etappen- rennen b | Gesamt | Sprint | Staffel |
| ------------------- | --------------- | --------------- | --------------- | --------------- | --------------- | -------------------- | ------ | ----------------- | ------ | ------ | ------- |
| 1. Platz            |                 |                 |                 |                 |                 |                      |        |                   |        |        |         |
| 2. Platz            |                 |                 |                 |                 |                 |                      |        |                   |        |        |         |
| 3. Platz            |                 |                 |                 |                 | 1               |                      |        |                   | 1      |        | 1       |
| Top 10              |                 | 1               | 1               | 1               | 1               |                      |        |                   | 4      | 3      | 4       |
| Punkteränge         |                 | 3               | 2               | 4               | 2               | 1                    | 3      |                   | 15     | 3      | 8       |
| Starts              |                 | 7               | 10              | 10              | 4               | 2                    | 6      |                   | 39     | 3      | 8       |
| Stand: Karriereende |                 |                 |                 |                 |                 |                      |        |                   |        |        |         |

### Weltcup-Gesamtplatzierungen
| Saison  | Gesamt | Gesamt | Distanz | Distanz | Sprint | Sprint |
| Saison  | Punkte | Platz  | Punkte  | Platz   | Punkte | Platz  |
| ------- | ------ | ------ | ------- | ------- | ------ | ------ |
| 1996/97 | 13     | 75.    | -       | -       | -      | -      |
| 1997/98 | 30     | 47.    | 29      | 30. 1   | 1      | 81.    |
| 2001/02 | 16     | 104.   | -       | -       | 16     | 50.    |
| 2002/03 | 161    | 32.    | -       | -       | 13     | 50.    |
| 2003/04 | 23     | 68.    | 22      | 64.     | 1      | 71.    |
| 2004/05 | -      | -      | -       | -       | -      | -      |
| 2005/06 | 12     | 133.   | 12      | 94.     | -      | -      |
| 2006/07 | 6      | 148.   | 6       | 86.     | -      | -      |